# Andreas Jerusalem
Andreas Jerusalem (3 november 1985) is een Belgisch Duitstalig politicus voor Ecolo.

## Levensloop
Na een opleiding tot leraar te hebben gevolgd, ging Jerusalem in 2007 aan de slag als leraar in het basisonderwijs, in de gemeenteschool van Eynatten. 
Hij werd politiek actief voor Ecolo en werd in de partij actief binnen de werkgroep voor onderwijs in de toekomst.
Sinds de verkiezingen van mei 2019 zetelt Jerusalem voor Ecolo in het Parlement van de Duitstalige Gemeenschap. Hij werd er lid van de commissie onderwijs, opleiding, kinderopvang en volwassenenonderwijs. 